# Pallas' mosdiertje
Het Pallas' mosdiertje (Cryptosula pallasiana) is een mosdiertjessoort uit de familie van de Cryptosulidae. De wetenschappelijke naam van de soort is, als Eschara pallasiana, voor het eerst geldig gepubliceerd in 1803 door Moll.

## Beschrijving
De kolonies van het Pallas' mosdiertje liggen als een dunne witte tot zacht-roze - soms zelfs rood of oranje - laag over een ondergrond. De zoïden zijn zeshoekig, hebben een dikke voorwand die geheel bezet is met 16 tot 20 pseudoporiën, die elk in een verdieping van die wand liggen. Grote opening, vaak met verdikte rand. Alles is relatief groot aan de individuen van deze soort. De zoïden lijken een beetje op de top van een duim, waarbij de opening dan de nagel is. Embryo's die zich in een zoïde ontwikkelen zijn oranje van kleur.

## Verspreiding
Pallas' mosdiertje is te vinden aan zowel de oostzijde van Noordelijke Atlantische Oceaan, van Noorwegen tot Spanje als aan de westzijde van Nova Scotia tot Florida. Als exoot kan deze soort ook gevonden worden aan de westkust van Noord-Amerika en in andere delen van de wereld. In de jaren 1940 werd het voor het eerst waargenomen in de Stille Oceaan, aanvankelijk in San Francisco Bay en Newport Bay (Californië), later ook in andere delen van Californië, Brits Columbia, Washington en Oregon. Vanaf de jaren 1960 in Japan, Hawaii, Nieuw-Zeeland, Australië, Argentinië en Chili.